# Таращанський полк
Таращанський полк — за часів українсько-радянської війни кілька військових підрозділів з такою назвою.

## 1-й (згодом 391-й) Таращанський полк
Родоначальником полку був 1-й повстанський Таращанський загін, організований колишнім офіцером царської армії Гребенком у квітні 1918 в Таращанському повіті Київської губернії, звідки і пішла назва загону.
Спочатку в загоні було 15 людей, але до кінця квітня 1918 вже налічувалося понад 800 багнетів, а до кінця червня — вже 4500 багнетів при 1 гарматі і 13 кулеметів.
Повстанські загони повернули на схід до Денисівки та Золотух, переправились через Сулу біля села Горошине й дісталися Оржиці. Біля містечка Савинці вони двома колонами форсували Псел. Німецькі війська відтіснили одну з повстанських колон на південь, переслідували по п'ятах, не даючи змоги відірватися. Колона розсипалась на загони. З 7 по 11 серпня один із загонів під командою Гребенко вчинив опір поблизу сіл Говтва та Манжелія, інші були розгромлені 13 серпня біля Жоржівки і 15 серпня під Романівкою Зіньківського повіту.
Для частини повстанців, які пробилися в північному напрямку, за командира лишився Баляс разом зі своїм помічником Піменом Кабулою. Вони вийшли до Сейму та перетнули кордон з РРФСР біля містечка Коренево (нині — Курська область Росії) приблизно 15 серпня 1918 року. Усього 420 осіб піших та кінних при 6 кулеметах і обозі з 20 підвод вийшли до нейтральної зони.
Згідно з домовленостями між РРФСР і Німеччиною, військові загони, що входили до нейтральної смуги, мусили скласти зброю. Повстанців завантажили разом з кіньми до вагонів, а зброю запломбували окремо. Під охороною червоноармійців ешелон вирушив на станцію Зернове поблизу Середина-Буда. Там українці увійшли до складу повстанської дивізії, що саме формувалась. Баляс став першим командиром Таращанського полку, його заступники — Кабула та Боженко — командирами батальйонів.
У перших числах вересня 1918 року 1-й повстанський Таращанський загін, під керівництвом Баляса, відірвався від переслідування його німецькими військами і перейшовши через нейтральну зону увійшов на територію Радянської Росії в районі села Солдатове Курської губернії. Після відпочинку загін був відправлений на станцію Зернове Орловської губернії, де був з'єднаний з Шатринським, Юрновскім і Істським партизанськими загонами, керованими Боженком.
Таращанський полк був створений у складі 1-ї повстанської дивізії та її наступниць восени 1918 року в нейтральній смузі на території тогочасної Чернігівської губернії. Назву полк отримав з огляду на те, що більшість у його складі становили повстанці, які незадовго до цього брали участь у таращанських подіях. Один за повстанських ватажків, — Василь Баляс — був призначений командиром.
У полку було сформовано два батальйони, команду кінних розвідників зі 100 шабель, команда зв'язку і дві батальйонні кулеметні команди. Командиром полку був призначений Василь Баляс, командирами батальйонів: 1-го — Кабула, 2-го — Боженко. Всього в полку налічувалося 6000 багнетів і 27 кулеметів. Зведений загін став називатися 2-ий Український повстанський Таращанський полк 1-ї повстанської дивізії.
В останніх числах вересня 1918 полк був направлений на бойові позиції. У бою під Хутором Михайлівське командир полку Василь Баляс був поранений і в командування полком вступив Боженко.
За іншою версією формування полку відбувалось в нейтральній смузі поблизу села Юринівка, на той час Новгород-Сіверського повіту Чернігівської губернії. Командиром полку став відомий анархіст Арон Барон, який до цього був отаманом куреня в полку Червоних козаків. Непорозуміння, що сталися серед керівництва 1-ї повстанської дивізії наприкінці листопада 1918 року, призвели до змін й у Таращанському полку. Начальник дивізії Кропив'янський розстріляв командира батареї Балишева за відмову виконати наказ Всеукраїнського центрального військово-революційного комітету та звільнив з посади Барона. Його місце зайняв Василь Боженко, який залишався командиром таращанців до останнього подиху.
У районі Ніжина до 2-го Українського повстанського Таращанському полку приєднався повстанський загін Петрова чисельністю 400 осіб, який став 3-м батальйоном полку. При підтримці місцевих партизан 23 січня війська Таращанського полку захопили Ніжин.
24 січня 1919 Таращанський полк увійшов до Носівки і вдруге встановив радянську владу. Продовольчі загони разом із комітетами бідноти почали заготівлю на Носівщині продовольства для більшовицьких військ і робітничих центрів Росії. Населення було вкрай незадоволене заходами воєнного комунізму.

Тараща, пам'ятник воїнам Таращанського полку

Навесні 1919 року Таращанський полк розгортається у два полки, а після долучення до них 1-го Волинського, — створюється Таращанська бригада. Деякий час полки бригади носять назву «українські радянські», але влітку під час реорганізації в 44-ту стрілецьку дивізію, назва «таращанських» поширюється й на них. Таким чином в цей період Таращанська бригада під командою Василя Боженка складається з 391-го, 392-го та 393-го Таращанських полків. Після згортання бригади в полк, той отримує назву 131-го Таращанського.

## 2-й (згодом 392-й) Таращанський полк
Родоначальником 392 Таращанського полку був 5-й Таращанський полк, виділений у травні 1919 року з основного складу Таращанського полку у м Новоград-Волинську. Обидва полки (основний 4-й і 5-й) увійшли в складі 2-ї Таращанської бригади в 1-шу Українську Радянську дивізію.
Командиром 4-го Таращанського полку був призначений т. Калінін, а 5-го полку т. Кабула.

## 3-й (згодом 393-й) Таращанський полк
Полк почав формуватися в Москві в травні 1918 р., згідно з наказом Головного управління Прикордонної охорони Комісаріату торгівлі і промисловості. Полк дістав назву «5-го району третього округу прикордонної охорони».
Подальше формування полку проходило у м. Єльці Орловської губернії.

## Знищення
Таращанська дивізія була розгромлена 1919 року Волинською групою на чолі з Всеволодом Петрівим. За його споминами ті з таращанців, які потрапили до полону, значно переважно були «москалями з Тамбовщини».

## Шефські зв'язки

Пам'ятник воїнам Таращанського полку в Сталінграді

Після закінчення громадянської війни 131-й Таращанський полк підтримував шефські зв'язки з Луганським паровозобудівним заводом ім. Жовтневої революції.

## Виноски
1. 1 2 3 4  http://www.istor-44gsd.ru/Html/391_393sp.html [Архівовано 2015-06-11 у Wayback Machine.]
2. ↑  Від 22 вересня 1918 р. — Перша повстанська, від 24 листопада 1918 р. — Особлива повстанська, від 6 грудня 1918 — Перша українська радянська дивізії у складі Української Червоної армії; від 16 червня 1919 р., а фактично з 15 серпня 1919 р. — 44-а стрілецька дивізія у складі Червоної армії.
3. ↑  Волинський полк складався переважно з вояків колишнього 59-го полку Дієвої Армії УНР, що входив до Північної групи Армії УНР й перейшов на бік більшовиків.
4. ↑  В. Петрів Спомини з часів української революції (1917—1921) Ч.4/Повстяння Таращанців під проводом Шинкаря.